# 毒茶事件
毒茶事件，發生於1898年，是當時被流放的大韓帝國翻譯官金鴻陸、廚師孔昌徳和金鐘浩企圖用下了毒的咖啡暗殺皇帝朝鮮高宗的事件，也被稱為高宗・皇太子暗殺未遂事件或茶毒事件。